# (26269) Marciaprill
(26269) Marciaprill es un asteroide perteneciente al cinturón de asteroides, descubierto el 14 de septiembre de 1998 por el equipo del Lincoln Near-Earth Asteroid Research desde el Laboratorio Lincoln, Socorro, Nuevo México.

## Designación y nombre
Designado provisionalmente como 1998 RG57. Fue nombrado  por Marcia Prill quien fue mentora de un finalista en la búsqueda de talentos científicos de Intel (STS) de 2010, una competencia científica para estudiantes de último año de secundaria. Imparte clases en la Escuela Secundaria Madison, Madison, Nueva Jersey.

## Características orbitales
Marciaprill está situado a una distancia media del Sol de 2,403 ua, pudiendo alejarse hasta 2,834 ua y acercarse hasta 1,973 ua. Su excentricidad es 0,179 y la inclinación orbital 2,437 grados. Emplea 1360,97 días en completar una órbita alrededor del Sol.
Pertenece a la familia de asteroides de (135) Hertha.

## Características físicas
La magnitud absoluta de Marciaprill es 15,66. 